# متان‌زایی

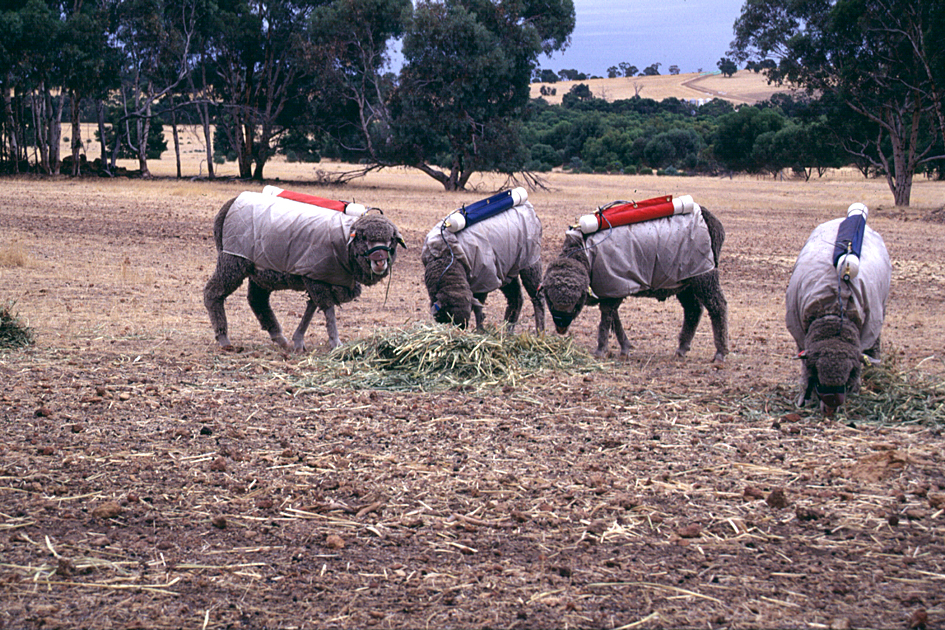
آزمایش گوسفند استرالیایی برای تولید متان بازدم (۲۰۰۱)، CSIRO

متان‌زایی (به انگلیسی: Methanogenesis) یا زیست‌متان‌سازی (biomethanation) تشکیل متان توسط میکروبهایی است که به عنوان متان‌زا شناخته می‌شوند. جاندارانی که توانایی تولید متان هستند تنها از حوزه Archaea شناسایی شده‌اند، گروهی که از نظر تبارزایی از یوکاریوت‌ها و باکتری‌ها متمایز است، اگرچه بسیاری از آنها در ارتباط نزدیک با باکتری‌های بی‌هوازی زندگی می‌کنند. تولید متان شکل مهم و گسترده‌ای از سوخت‌وساز میکروبی است. در محیط‌های بدون اکسیژن، این مرحله نهایی در تجزیه زیست‌توده است. متان‌زایی مسئول مقادیر چشمگیری از انباشت گاز طبیعی است که بقیه آن گرمازا (ترموژنیک) است.